# 歐爾調和數
若一個正整數n 的所有因數的調和平均是整數，n 便稱為歐爾調和數（Harmonic divisor number）。它稱歐爾數（Ore number），因為它最先出現在一篇奧斯丁·歐爾在1948年發表的論文內。
首幾個調和數是：
1，6，28，140，270，496，672，1638，2970，6200，8128，8190 （OEIS數列A001599）
所有完全數都是調和數。暫時除了1之外，並沒有發現奇調和數。1972年，W. H. Mills證明除了1之外，{\displaystyle 10^{7}}內沒有奇調和數。